# Vicente dos Reis
Vicente Manuel dos Reis (auch Vicente Sa'he Reis oder Bie Ki Sa'he; * in Bucoli, Portugiesisch-Timor; † Ende Januar 1979 in Manufahi, Osttimor) war ein osttimoresischer Politiker und Freiheitskämpfer gegen die indonesische Besatzung (1975–1999).

## Leben
Sahe war der Sohn des Liurai von Bucoli. Nach Abschluss der Sekundarstufe am Liceu Dr. Francisco Machado studierte er Maschinenbau in Portugal und war dort Mitglied einer Gruppe junger politischer Timoresen im Casa dos Timores, zu der auch Abílio Araújo, der heutige Chef der PNT, gehörte. Am 11. September 1974 kehrte er nach Osttimor zurück, ohne sein Studium beendet zu haben. Dazu nutzte er das Ticket seines Freundes und politischen Wegbegleiters Justino Yap Sahe wurde Lehrer an der Escola  Técnica und im Oktober eine der Schlüsselfiguren bei der Gründung der União Nacional dos Estudantes de Timor (UNETIM), der Studentenbewegung der FRETILIN. Er gehörte zum Zentralkomitee der FRETILIN (CCF). Sahe trug die Verantwortung für die Basisarbeit und Graswurzelkampagne Pilotprojekt Nr.2 Bucoli. Beim Ausbruch des Bürgerkriegs in Osttimor im August 1975 gegen die União Democrática Timorense (UDT) wurden Reis, zusammen mit Jorge Carapinha, von der UDT gefangen genommen und in das Gefängnis von Palapasu in Dili gebracht. Später kam er wieder frei.
Als Osttimor sich am 28. November 1975 für unabhängig erklärte, wurde Reis Minister für Arbeit in der ersten Regierung. Nur neun Tage später begann Indonesien offiziell mit seiner Invasion in das Nachbarland. Reis übernahm hinter den Linien die Schulung der politischen Kader und gründete das Zentrum für politische Ausbildung (CEFORPOL) in Naroman, Baguia und Uato-Lari. 1976 war Reis Kommandant des Sektors Centro-Leste um die Stadt Baucau. Es wird vermutet, dass er in dieser Funktion an der Hinrichtung von Aquiles Freitas Soares beteiligt war, der innerhalb der FRETILIN eine andere Fraktion führte. Bisher nur Politkommissar für Centro-Leste, wurde Sahe 1977 Nationaler Politkommissar in Nachfolge von António Duarte Carvarino. Anfang 1979 wurde er beim Kampf gegen die Indonesier in einem Hinterhalt in Manufahi zwischen Fatuberlio und Alas am Bein verwundet, verblutete und wurde im Berg Casa dos Morcegos begraben, nahe dem Suco Dotik (Verwaltungsamt Alas). Ein Bein wurde später von indonesischen Soldaten entwendet, um den Tod des Guerillaführers zu beweisen.
Am 27. Oktober 2007 wurden die sterblichen Überreste Sahes von Same nach Bucoli gebracht, wo noch sein Vater lebt. Es gibt immer wieder Gerüchte und Behauptungen, Sahe würde noch leben. Einige animistisch beeinflusste Gruppen, wie die Colimau 2000, behaupten, Sahe und der ebenfalls im Unabhängigkeitskampf umgekommene Nicolau Lobato würden wieder aus dem Wald zurückkehren und die Veteranen zu einem glorreichen Sieg führen. Ein vorhergesagtes Datum dafür war der Neujahrsabend 2004/2005.

## Familie
Vicentes Schwester Terezinha de Jesus dos Reis ist seit 2005 Chefe de Suco in Bucoli. Der Bruder José Reis ist stellvertretender Generalsekretär der FRETILIN und war von 2017 bis 2018 Adjutant des Premierministers für Regierungsangelegenheiten im Ministerrang. Mário Nicolau dos Reis (Marito Reis), ein anderer Bruder, war von 2007 bis 2012 Staatssekretär für Angelegenheiten der Veteranen der nationalen Befreiung und zuvor Transitional Administrator des Distrikt Baucau. Eine weitere Schwester war für die FRETILIN Mitglied im Nationalparlament Osttimors. Der Sohn von Vicente ist Distriktkoordinator der FRETILIN in Baucau.
Vicente dos Reis war verheiratet mit Dulce Maria da Cruz (Wewe).